# Perú (metropolitana di Buenos Aires)
Perú è una stazione della linea A della metropolitana di Buenos Aires. All'occorrenza, specialmente in occasione di manifestazioni ed eventi nella Plaza de Mayo, funge da capolinea.

## Storia
La stazione è stata inaugurata il 1º dicembre 1913 con il primo tratto della linea.
Negli anni '70 la stazione è stata la prima della linea A ad essere dotata di scale mobili.
Nel 1997 la stazione è stata dichiarata monumento storico nazionale.

## Interscambi
La stazione è collegata alle stazioni Catedral della linea D e Bolívar della linea E. Nelle vicinanze della stazione effettuano fermata diverse linee di autobus urbani ed interurbani.
- Fermata metropolitana Catedral (linea D) e Bolívar (linea E)
- Fermata autobus

## Servizi
La stazione dispone di:
- Biglietteria a sportello
- Biglietteria automatica
- Servizi igienici
- Ufficio informazioni turistiche